# 555 г. пр.н.е.

## Събития

### В Азия

#### Във Вавилония
- Набонид (556 – 539 г. пр.н.е.) е цар на Вавилония.[1]
- През тази година царят е в Сирия и Хамат.[2]

#### В Мидия
- Астиаг (585/4 – 550/49 г. пр.н.е.) е цар на Мидия.[3]

#### В Персия
- Кир II (559 – 530 г. пр.н.е.) e цар на Аншан и васал на царя на Мидия.[4]

### В Африка

#### В Египет
- Фараон на Египет е Амасис II (570 – 526 г. пр.н.е).[5]

## Починали
- Стезихор, древногръцки лирически поет, един от Деветимата лирици (роден ок. 630 г. пр.н.е.)